# Grupo Neuquén

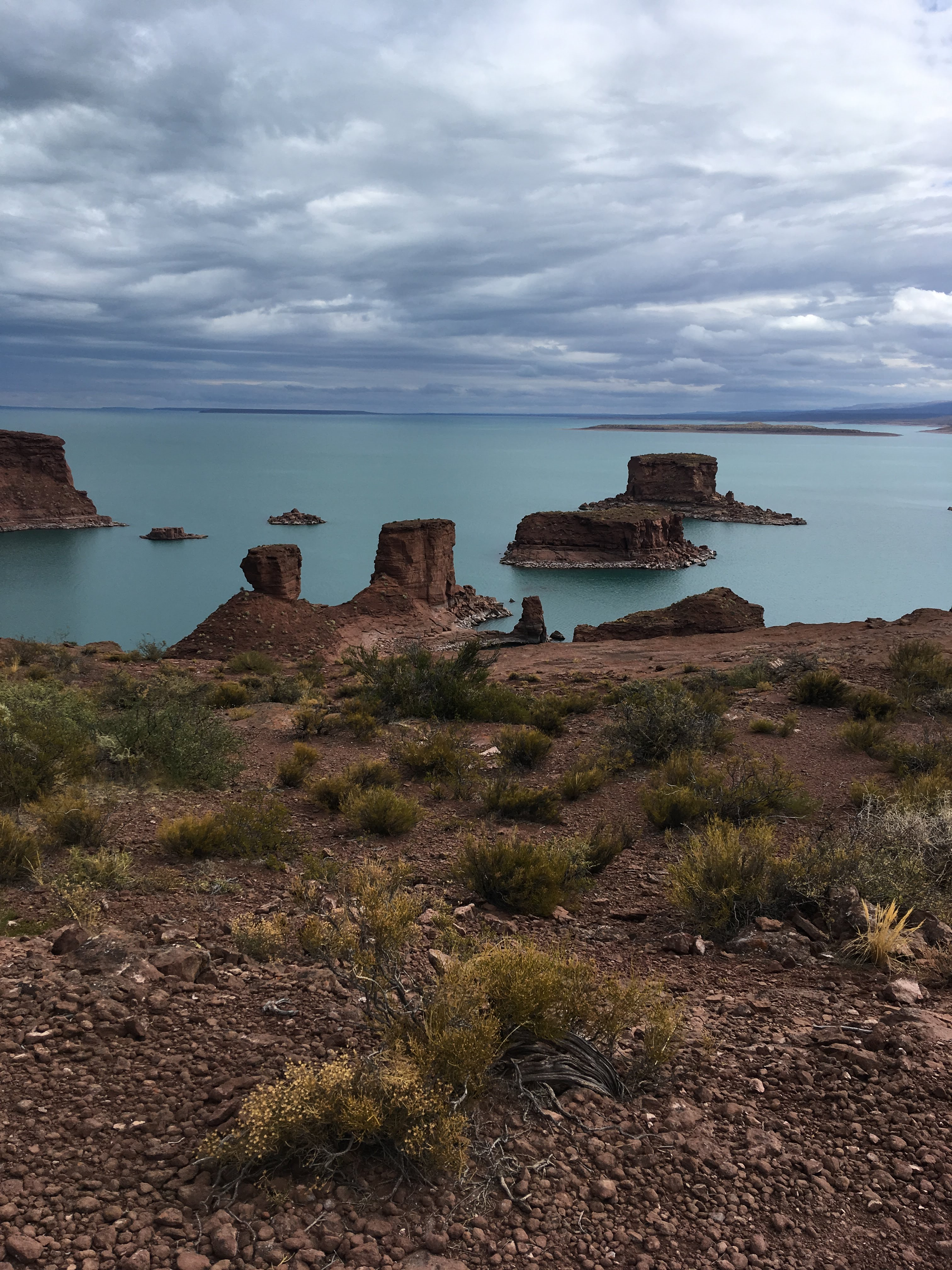
Pilares de Los Gigantes, provincia de Río Negro, correspondientes la Formación Candeleros.

El Grupo Neuquén es un conjunto de formaciones geológicas que se encuentran en centro-sur oeste de Argentina. Las rocas del Grupo Neuquén se encuentran depositadas en el ámbito de la Cuenca Neuquina entre el Cenomaniano al Campaniano temprano del Cretácico Superior. Se encuentra asentada mediante la Discordancia Miránica Principal o Discordancia Patagonídica sobre la más antiguas unidades Formación Rayoso al norte de la cuenca y de Formación Lohan Cura en el al sur de la dorsal de Huincul. Asimismo, el Grupo Neuquén infrayace al Grupo Malargüe, separados mediante la discordancia Huantráiquica, con la Formación Loncoche al norte de la cuenca y la Formación Allen en el centro y sur de esta.
Los depósitos se encuentran en las provincias argentinas de Mendoza, Neuquén y Río Negro. Aunque en el Grupo Neuquén se encuentran representados varios tipos de ambientes, dominan los depósitos de tipo aluvial. En estos estratos se ha encontrado gran cantidad de fósiles, entre ellos muchos dinosaurios.

## División litoestratigráfica del grupo Neuquén

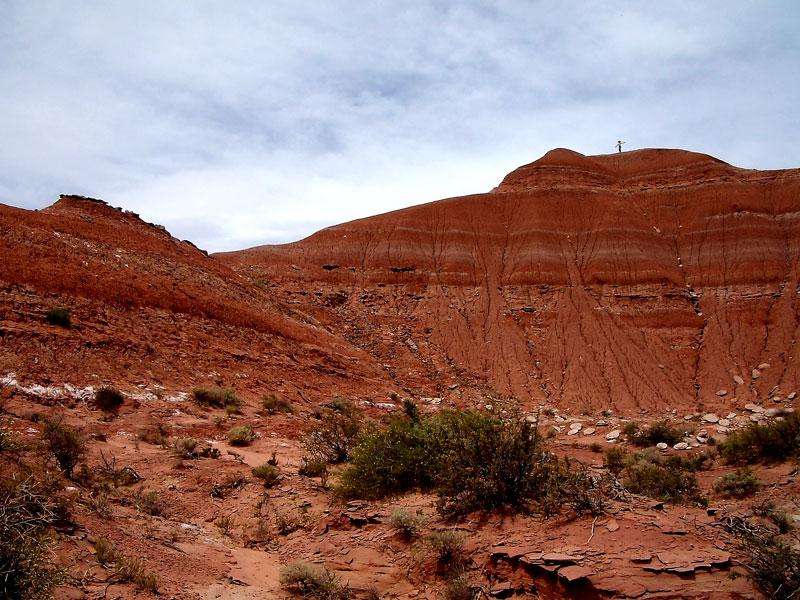
Formación Anacleto (Cretácico superior) en Auca Mahuida.

|               |                       | Norte y Centro             | Sur                           |
| ------------- | --------------------- | -------------------------- | ----------------------------- |
| Grupo Neuquén | Subgrupo Río Colorado | Formación Anacleto         | Formación Anacleto            |
| Grupo Neuquén | Subgrupo Río Colorado | Formación Bajo de la Carpa | Formación Bajo de la Carpa    |
| Grupo Neuquén | Subgrupo Río Neuquén  | Formación Plottier         | Formación Santa María del Cuy |
| Grupo Neuquén | Subgrupo Río Neuquén  | Formación Sierra Barrosa   | Formación Santa María del Cuy |
| Grupo Neuquén | Subgrupo Río Neuquén  | Formación Los Bastos       | Formación Santa María del Cuy |
| Grupo Neuquén | Subgrupo Río Neuquén  | Formación Portezuelo       | Formación Santa María del Cuy |
| Grupo Neuquén | Subgrupo Río Neuquén  | Formación Cerro Lisandro   | Formación Santa María del Cuy |
| Grupo Neuquén | Subgrupo Río Limay    | Formación Huincul          | Formación Huincul             |
| Grupo Neuquén | Subgrupo Río Limay    | Formación Candeleros       | Formación Candeleros          |

## Antecedentes de estudios geológicos del Grupo Neuquén

### Doering 1882
| Piso Pehuenche |

### Roth 1898
| Formación con Dinosaurios |

### Ameghino 1906
| Areniscas Abigarradas |

### Keidel 1917
| Estratos con Dinosaurios |

### Keidel (en Wichmann) 1927
| Grupo de Portezuelo |
| Grupo de Huincul    |
| Grupo de Candeleros |

### Wichmann 1927
| Grupo C |
| Grupo D |
| Grupo E |
| Grupo F |

### Frenguelli 1930
| Pehuechense |
| Neuquense   |

### Roll (en Fossa Mancini 1937)
| Formación del Neuquén |

### Roll 1938
| Formación del Neuquén | Allen            |
| Formación del Neuquén | Anacleto         |
| Formación del Neuquén | Bajo de la Carpa |
| Formación del Neuquén | Plottier         |
| Formación del Neuquén | Portezuelo       |
| Formación del Neuquén | Lisandro         |
| Formación del Neuquén | Huincul          |
| Formación del Neuquén | Candeleros       |

### Groeber 1946/1959
| Neuqueniano | Allen            |
| Neuqueniano | Anacleto         |
| Neuqueniano | Bajo de la Carpa |
| Neuqueniano | Plottier         |
| Neuqueniano | Portezuelo       |
| Neuqueniano | Lisandro         |
| Neuqueniano | Huincul          |
| Neuqueniano | Candeleros       |

### De Ferraríis 1968
| Grupo Neuqueniano | Formación Río Neuquén | Miembro Allen            |
| Grupo Neuqueniano | Formación Río Neuquén | Miembro Anacleto         |
| Grupo Neuqueniano | Formación Río Neuquén | Miembro Bajo de la Carpa |
| Grupo Neuqueniano | Formación Río Neuquén | Miembro Plottier         |
| Grupo Neuqueniano | Formación Río Neuquén | Miembro Portezuelo       |
| Grupo Neuqueniano | Formación Río Limay   | Miembro Lisandro         |
| Grupo Neuqueniano | Formación Río Limay   | Miembro Huincul          |
| Grupo Neuqueniano | Formación Río Limay   | Miembro Candeleros       |

### Digregorio 1972
Digregorio Formaliza la denominación de Grupo Neuquén.

### Cazau y Uliana 1973
Los autores crean la Formación Río Colorado para englobar a los estratos que actualmente se corresponden con las Formaciones Bajo de la Carpa, Anacleto y Allen.
| Grupo Neuquén | Formación Río Colorado | Miembro Allen            |
| Grupo Neuquén | Formación Río Colorado | Miembro Anacleto         |
| Grupo Neuquén | Formación Río Colorado | Miembro Bajo de la Carpa |
| Grupo Neuquén | Formación Río Neuquén  | Miembro Plottier         |
| Grupo Neuquén | Formación Río Neuquén  | Miembro Portezuelo       |
| Grupo Neuquén | Formación Río Limay    | Miembro Lisandro         |
| Grupo Neuquén | Formación Río Limay    | Miembro Huincul          |
| Grupo Neuquén | Formación Río Limay    | Miembro Candeleros       |

### Ramos 1981
Ramos sube a rango de subgrupos a las hasta por entonces formaciónes y les da a los miembros estatus de Formación. Además excluye a la Formación Allen, la cual pasa a ser considerada como la unidad basal del Grupo Malargüe.

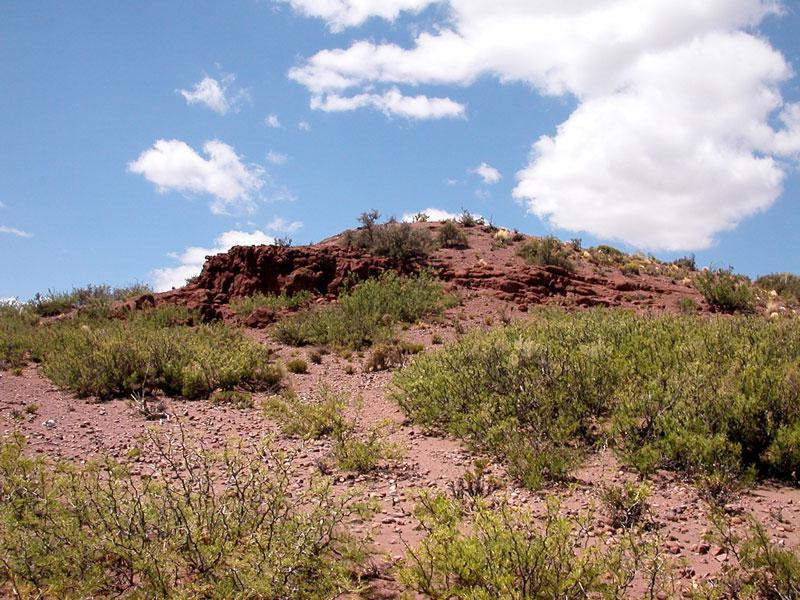
Formación Lohan Cura (Cretácico inferior) en las proximidades de Santo Tomás, Neuquén.

| Grupo Neuquén | Subgrupo Río Colorado | Formación Anacleto         |
| Grupo Neuquén | Subgrupo Río Colorado | Formación Bajo de la Carpa |
| Grupo Neuquén | Subgrupo Río Neuquén  | Formación Plottier         |
| Grupo Neuquén | Subgrupo Río Neuquén  | Formación Portezuelo       |
| Grupo Neuquén | Subgrupo Río Limay    | Formación Lisandro         |
| Grupo Neuquén | Subgrupo Río Limay    | Formación Huincul          |
| Grupo Neuquén | Subgrupo Río Limay    | Formación Candeleros       |

## Formaciones del Grupo Neuquén
- Neuquén Group (Cenomaniano a Campaniano temprano)
  - Subgrupo Río Limay  (Cenomaniano a Turoniense temprano)
    - Formación Candeleros (Cenomaniano temprano)
    - Formación Huincul (Cenomaniano tardío)
    - Formación Cerro Lisandro (Turoniano temprano)

  - Subgrupo Río Neuquén (Turoniano tardío a Coniaciense)
    - Formación Portezuelo (Turoniano tardío a Coniaciano temprano)
    - Formación Plottier (Coniaciano tardío)

  - Subgrupo Río Colorado (Santoniense a Campaniano temprano)
    - Formación Bajo de la Carpa (Santoniano)
    - Formación Anacleto (Campaniano temprano)